# 君田温泉
君田温泉（きみたおんせん）は、広島県三次市君田町（旧国備後国）にある温泉。

## 泉質
- 重曹泉（含二酸化炭素ナトリウム炭酸水素塩冷鉱泉）
  - 源泉温度17.5度

## 温泉街
1997年（平成9年）に開業した道の駅「ふぉレスト君田」の一角に日帰り入浴施設、および宿泊施設がある。広島県唯一、中国地方でも数少ない重曹泉であり、松江自動車道 口和インターチェンジから5分という便利な場所ということもあり広島県南部や山陰地方からの来訪客も多い。
君田温泉「森の泉」や隣接の「はらみちを美術館」は第三セクター「君田トエンティワン」が管理していたが、2023年（令和5年）の臨時株主総会で解散を決議し、同社による営業は2023年10月1日で終了した。その後、2024年（令和6年）2月22日にジャパンクリーンサービス（三次市）と関連2社で構成する企業体「MORINOIZUMI」が新たな運営事業者に決定し、同年8月1日にリニューアルオープンを行った。リニューアル後は、RVパークやドッグランなどを新たに開設し施設の充実を図っている。
君田温泉の源泉の湧出量は610L/分。なお、君田温泉の源泉を利用施設する施設は、君田温泉森の泉及び松伯園デイ・サービスセンターとなっている。

## 歴史
- 1988年にふるさと創生事業による1億円で君田村（当時）が温泉を掘り当てた。
- 1997年10月21日に入浴施設の供用開始。
- 2023年10月1日をもって一時休館
- 2024年8月1日、運営事業者が代わりリニューアルオープン。

## アクセス
- 自動車 : 中国自動車道三次インターチェンジ下車、国道375号線経由、広島県道39号三次高野線を車で30分
- 鉄　道 : 芸備線（JR西日本）三次駅からバスで20分、「櫃田口」下車すぐ